# Sewerynów (powiat skierniewicki)
Sewerynów – wieś w Polsce położona w województwie łódzkim, w powiecie skierniewickim, w gminie Nowy Kawęczyn.

## Historia
W latach 1975–1998 miejscowość należała administracyjnie do województwa skierniewickiego.